# Heder (TV-serie)
Heder är en svensk kriminaldramaserie som hade premiär på Viaplay 30 augusti 2019 och på TV3 14 oktober 2019. Första säsongen består av 8 avsnitt. Serien har skapats av Sofia Helin, Julia Dufvenius, Alexandra Rapaport och Anja Lundqvist. De tre sistnämnda spelar tillsammans med Eva Röse huvudrollerna i serien.
Serien handlar om 4 kvinnliga advokater som samtliga jobbar på advokatbyrån Heder. Advokatbyrån har specialiserat sig på att hjälpa utsatta kvinnor. 
I oktober 2019 rapporterades att serien skulle komma tillbaka för en andra säsong, med beräknad premiär våren 2021. Hösten 2022 sände Viaplay säsong tre.

## Rollista (i urval)
| - Julia Dufvenius – Elin - Anja Lundqvist – Janni - Alexandra Rapaport – Nour - Eva Röse – Karin - Kardo Razzazi – Matteo - Christopher Wollter – David - Björn Kjellman – Harald - Ellen Bökman – Ada - Maria Nohra – Leyla | - Siw Erixon – Birgitta - Jakob Eklund – Klas - Karin Bjurström – Emelie Kanold (säsong 1–2) - Ella Schartner – Sandra - Max Lapitskij – Gorki (säsong 1–2) - Christoffer Aigevi – Leo (säsong 2–) - Lydia Capolicchio – Programledare (säsong 1–2) - Matez Monir Garci – Gabriel (säsong 2–) |